# Cian Uijtdebroeks
Cian Uijtdebroeks (28 de fevereiro de 2003) é um ciclista belga que compete em ciclismo em estrada com a equipa Bora-Hansgrohe. Por seu grande talento tem chegado a ser comparado com seu compatriota Remco Evenepoel.